# Dominique Burucoa
Dominique Burucoa est un directeur d'entreprise artistique et culturelle et un musicien français né à Bayonne le 23 mai 1952.

## Biographie
Passionné très jeune par le jazz, il organise ses premiers concerts dès le début des années 1970 après avoir été élu président du Hot Club de la Côte basque tout en poursuivant des études de philosophie.
En 1975, il participe à la création de la fédération des ateliers artistiques d'El Hogar à Anglet (ateliers de formation artistique pour adultes) dont il est le secrétaire général.
En janvier 1978, il est nommé délégué départemental à la Musique et à la Danse en Pyrénées-Atlantiques, directeur de l'Association pour la Diffusion et l'Animation musicales en Pyrénées-Atlantiques (A.D.A.M.P.A.), poste qu'il occupe jusqu'à la fin du mois de mai 1985.
De 1985 à 1988, il dirige le Centre culturel du Pays basque dont le siège est à Bayonne. En 1986, il crée le festival de chant choral du Pays basque organisé à Saint-Jean-de-Luz, Ciboure et Guéthary dont les éditions se poursuivent jusqu'en 2013.
En 1988, il est nommé par le Premier ministre membre du Conseil national des Langues et Cultures régionales.
De 1989 à 1990, il dirige l'Association pour la création d'un Centre d'action culturelle pour Bayonne et sa région.
En 1990, il fonde, avec le concours des villes de Bayonne et d'Anglet, du conseil général des Pyrénées-Atlantiques, du conseil régional d'Aquitaine et du ministère de la Culture, le Centre d'action culturelle de Bayonne et du Sud-Aquitain, devenu scène nationale en 1991, qu'il dirige jusqu'en décembre 2018. Les villes de Boucau et de Saint-Jean-de-Luz rejoignent la scène nationale qui porte désormais le nom de Scène nationale du Sud-Aquitain.
Il crée le festival Jazz aux Remparts organisé à Bayonne, de 1990 à 2002, ainsi que le label discographique du même nom qui compte 30 références au 31 décembre 2018.
Parallèlement à ses activités de directeur de scène nationale, il est trompettiste de jazz et joue dans plusieurs formations. Depuis 2001, il joue au sein du Just Friends Quintet  avec lequel il se produit et enregistre trois disques. Il a formé, en 2016, le BLM Quartet avec lequel il enregistre un disque en 2016. Par ailleurs, il enregistre un disque en duo avec le pianiste Arnaud Labastie : "We'll be together again" (2007).
Il a animé des émissions de radio et a collaboré à différents journaux, revues et magazines de jazz. Pendant plusieurs années, il a écrit notamment pour le magazine Jazz Classique.

## Discographie
- Dominique Burucoa - Arnaud Labastie, We'll be together again - label Jazz aux Remparts (JAR 64018)
- Just Friends, These foolish things - autoproduction (2002)
- Just Friends, Just you, just me - label Jazz aux Remparts (JAR 64015)
- Just Friends, Hit that jive, Jack - label Jazz aux Remparts (JAR 64019)
- BLM Quartet, "Me'n you" - label Jazz aux Remparts (JAR 64025)

## Publications
- Anthologie bilingue de la poésie basque contemporaine, ouvrage collectif - J&D éditions (1988)
- Bertsularitza ou l'improvisation chantée en Pays basque, Dominique Burucoa - Daniel Landart - Centre Culturel du Pays basque (1989)
- Bayonne, ouvrage collectif - éditions Atlantica (2003)
- À Feu et à sang de Kristian Fredric - éditions Pleine Lune

## Décorations
- Chevalier de l'ordre national du Mérite Par décret du 30 janvier 2008[2].
- Officier de l'ordre des Arts et des Lettres Il a été élevé au grade d’Officier par l’arrêté du 8 mars 2018[3]. Il était chevalier de l'ordre depuis le 18 décembre 2002).